# 維克多·克拉夫
維克多·克拉夫（西班牙語：Víctor Claver，1988年8月30日—），西班牙籃球運動員。在場上的位置是小前鋒。現在效力於華倫西亞籃球俱樂部。他也曾效力過NBA球隊波特蘭開拓者。